# Antym III
Antym III, gr. Άνθιμος Γ΄ (ur. 1762 na wyspie Naksos, zm. 1842 w Smyrnie) – ekumeniczny patriarcha Konstantynopola w latach 1822–1824.

## Życiorys
W 1797 został wybrany metropolitą Smyrny w 1797, w 1821 metropolitą Chalcedonu. W okresie wojny o niepodległość Grecji został wraz z innymi biskupami uwięziony. Patriarchą był w okresie od 28 lipca 1822 do 9 lipca 1824 r. Został zdetronizowany ponieważ nie chciał współpracować z Turkami w zwalczaniu rewolucji greckiej.